# Russy (Fribourg)
Pour les articles homonymes, voir Russy.
Russy (Ruchi  en patois fribourgeois) est une localité et une ancienne commune suisse du canton de Fribourg, située dans le district de la Broye.

## Géographie
Selon l'Office fédéral de la statistique, l'ancienne commune de Russy mesurait 3,7 km2. 4,0 % de cette superficie correspond à des surfaces d'habitat ou d'infrastructure, 60,6 % à des surfaces agricoles, 35,3 % à des surfaces boisées et 0,0 % à des surfaces improductives.
Depuis le 1er janvier 2016, les anciennes communes de Domdidier, Dompierre, Léchelles et Russy ont fusionné sous le nom de Belmont-Broye.

## Démographie
Selon l'Office fédéral de la statistique, Russy compte 216 habitants en 2022. Sa densité de population atteint 58 hab./km2.
Le graphique suivant résume l'évolution de la population de Russy entre 1850 et 2008 :